# Les Antipodes
Les Antipodes est une série télévisée jeunesse québécoise en treize épisodes de 25 minutes créée par Hélène Roberge et diffusée du 21 février au 16 mai 1978 à la Télévision de Radio-Canada.

## Synopsis
Il s'agissait d'une série pour enfants particulièrement innovatrice. En effet ses auteurs abordaient la question des relations intergénérationnelles en mettant en scène un groupe de jeunes et des retraités. Ils se rencontrent sur un terrain vague lorsque les jeunes tentent de construire une cabane. Les « vieux » leur donnent un coup de main avec toute leurs expériences de leur ancien métier. Un vagabond, Casimir de la Bulle, André Montmorency, alimente le volet poétique par son langage (tout en "ul"). 
C'était l'une des premières émissions québécoises pour enfants utilisant de jeunes comédiens plutôt que des adultes jouant des enfants.

## Distribution
- Marie-Chantal Labelle : Désirée
- Éric Paul-Hus : Émilien
- Louis de Santis : Camil
- Claude Grisé : Bertholde
- François Lamothe : Fabien
- Normand Lévesque : Arthur
- André Montmorency : Casimir

## Fiche technique
- Scénarisation : Violaine Gauthier-Furlotte et Eliane Jasmin-Barrière
- Réalisation : Hélène Roberge
- Conseiller : Michel Cailloux
- Société de production : Société Radio-Canada